# Triepeolus balteatus
Triepeolus balteatus är en biart som beskrevs av Cockerell 1921. Triepeolus balteatus ingår i släktet Triepeolus och familjen långtungebin. Inga underarter finns listade i Catalogue of Life.